# Henryk Jagodziński (duchowny)
Henryk Mieczysław Jagodziński (ur. 1 stycznia 1969 w Małogoszczu) – polski duchowny rzymskokatolicki, doktor prawa kanonicznego, dyplomata watykański, arcybiskup, nuncjusz apostolski.

## Życiorys
Urodził się 1 stycznia 1969 w Małogoszczu. Studiował w Wyższym Seminarium Duchownym w Kielcach, a także, w latach 1990–1992, w Seminarium Polskim w Paryżu. Święceń prezbiteratu udzielił mu 3 czerwca 1995 biskup diecezjalny kielecki Kazimierz Ryczan. W 1997 wyjechał do Rzymu, gdzie podjął studia na Uniwersytecie św. Krzyża, uzyskując doktorat z prawa kanonicznego. 
W latach 1995–1998 był wikariuszem w Parafii św. Brata Alberta w Busku-Zdroju. Na Papieskiej Akademii Kościelnej przygotowywał się do służby w dyplomacji watykańskiej, którą rozpoczął 1 lipca 2001. Pierwszą wyznaczoną mu placówką była Białoruś, gdzie w latach 2001–2005 pracował jako sekretarz nuncjatury, po czym w latach 2005–2008 pełnił tę samą funkcję w Chorwacji. W 2008 został przeniesiony do Sekcji ds. Relacji z Państwami w Sekretariacie Stanu Stolicy Apostolskiej. W latach 2015–2018 był radcą Nuncjatury Apostolskiej w Indiach. W 2018 został przeniesiony do Nuncjatury Apostolskiej w Bośni i Hercegowinie, gdzie pełnił funkcję pierwszego radcy, z zadaniem tworzenia podstaw dla nowej placówki dyplomatycznej w Czarnogórze. W 2014 otrzymał godność prałata honorowego Jego Świątobliwości. 
3 maja 2020 papież Franciszek mianował go nuncjuszem apostolskim w Ghanie i arcybiskupem tytularnym Limosano. Święcenia biskupie przyjął 18 lipca 2020 w katedrze kieleckiej. Udzielił mu ich arcybiskup Jan Pawłowski, delegat ds. nuncjatur w Sekretariacie Stanu Stolicy Apostolskiej, w asyście arcybiskupa Salvatore Pennacchio, nuncjusza apostolskiego w Polsce, i Jana Piotrowskiego, biskupa diecezjalnego kieleckiego. Jako zawołanie biskupie przyjął słowa „In fines orbis” (Aż po krańce świata).
16 kwietnia 2024 został przeniesiony do nuncjatury apostolskiej w Południowej Afryce, będąc jednocześnie akredytowanym w Lesotho. 19 lipca 2024 został dodatkowo mianowany nuncjuszem apostolskim w Namibii, będąc jednocześnie akredytowanym w Eswatini, a 20 sierpnia 2024 papież Franciszek powierzył mu również funkcję nuncjusza apostolskiego w Botswanie. 

## Wybrane publikacje
- Na przedmurzu chrześcijaństwa... : błogosławiony kardynał Alojzije Stepinac i Chorwacja, wyd. Jedność 2009, ISBN 978-83-7442-855-2
- By łamać chleb i składać dziękczynienie: kapłaństwo w pismach niektórych Ojców Apostolskich, wyd. Jedność 2010, ISBN 978-83-7660-238-7
- Polskie drogi nadziei, wyd. Redakcja Współczesnej Ambony 2010, ISBN 978-83-925348-6-0
- Zarys historii Najwyższego Trybunału Sygnatury Apostolskiej, wyd. Jedność 2013, ISBN 978-83-7660-791-7
- Wiara kapłana, wyd. Petrus 2014, ISBN 978-83-7720-208-1
- Historie indyjskie, wyd. Petrus 2017, ISBN 978-83-7720-259-3
- Opowieści z Indii i Nepalu, wyd. Petrus 2018, ISBN 978-83-7720-512-9
- Niezwykły świat Indii, Nepalu i Mjanmy, wyd. Petrus 2019, ISBN 978-83-7720-513-6
- Opowieść o Josipie Stadlerze, pierwszym arcybiskupie Sarajewa, wyd. WAM 2020, ISBN 978-83-277-1855-6
- Na peryferiach Europy, wyd. Petrus 2021, ISBN 978-83-7720-551-8
- Rajski kraj Ghana. Paradise country Ghana, wyd. Petrus 2022, ISBN 978-83-7720-672-0
- Zapiski z Ghany, wyd. Apostolicum, Ząbki 2023, ISBN 978-83-7919-257-1
- Akwaaba w Ghanie to znaczy witamy, wyd. Petrus 2024, ISBN 978-83-7720-772-7
- Ghana in My Heart, wyd. Standard Newspapers & Magazines Ltd. (Ghana) 2024, ISBN 978-9988-3-8373-2